# Werelderfgoed in Albanië
Tot het Werelderfgoed in Albanië behoren drie Werelderfgoederen. Het eerste Werelderfgoed werd in 1992 ingeschreven. 

## Werelderfgoederen

### Actuele Werelderfgoederen
Deze lijst toont de vier Werelderfgoederen in Albanië in chronologische volgorde (C – Cultuurerfgoed; N – Natuurerfgoed).
| Naam                                                                              | Jaar | Soort | Beschrijving | Afbeelding |
| --------------------------------------------------------------------------------- | ---- | ----- | --- | ---------- |
| Butrint (uitgebreid in 1999 en 2007)                                              | 1992 | C     | |            |
| Historische centra van Berat en Gjirokastër (uitgebreid in 2008)                  | 2005 | C     | |            |
| Oude en voorhistorische beukenbossen van de Karpaten en andere regio's van Europa | 2017 | N     | Samen met België, Bulgarije, Duitsland, Italië, Kroatië, Oekraïne, Oostenrijk, Slovenië, Slowakije, Spanje en Roemenië (uitgebreid in 2011 en 2017). |            |
| Natuurlijk en cultureel erfgoed van de regio Ohrid                                | 2019 | C/N   | Samen met Noord-Macedonië. |            |

### Als Werelderfgoed genomineerde objecten
In de voorlopige lijst van de UNESCO worden objecten ingeschreven, die naar het inzicht van de betreffende regering potentieel voor de erkenning als Werelderfgoed in aanmerking komen. Dit zegt niets over de eventuele daadwerkelijke succesvolle inschrijving op de lijst. Tegenwoordig (2019) zijn op de lijst vier objecten uit Albanië ingeschreven.
| Naam                           | Jaar | Soort | Beschrijving | Afbeelding |
| ------------------------------ | ---- | ----- | ------------ | ---------- |
| Graftombes van Selca e Poshtme | 1996 | C     |              |            |
| Amfitheater van Dürres         | 1996 | C     |              |            |
| Antieke stad Apollonia         | 2014 | C     |              |            |
| Vesting Bashtova               | 2017 | C     |              |            |